# Costin Gheorghe
Costin Gheorghe (Clinceni, 8 gennaio 1989) è un ex calciatore rumeno, di ruolo attaccante.

## Carriera
Ha collezionato 26 presenze e una rete nella massima serie rumena.